# Route nationale 308
Die Route nationale 308, kurz N 308 oder RN 308, war eine französische Nationalstraße.
Die Nationalstraße führte in zwei Abschnitten von 1933 bis 1991 von der Abfahrt Porte de Champerret des Boulevard périphérique nach Poissy führte. Zwischen Bezons und Poissy wurde die Straße zuvor als Gc 103 (Département Seine-et-Oise) bezeichnet, zwischen Paris und La Garenne-Colombes als RD 6 und RD 7 (jeweils Département Seine).